# Chairil Anwar
Chairil Anwar (Medan, 26 juli 1922 - Jakarta, 28 april 1949) was een Indonesische dichter, en lid van de "1945 generatie" van schrijvers. Zijn vader, Toeloes, was de voormalige regent van Indragiri, Riau en vond de dood in het bloedbad van Rengat. Zijn ouders waren afkomstig uit Payakumbuh, West-Sumatra.

## Biografie
Chairil kreeg onderwijs aan Nederlandse scholen, maar stopte op zijn 19e met zijn opleiding. Hij verhuisde na de scheiding van zijn ouders samen met zijn moeder naar Jakarta. Daar ging hij zich bezighouden met het lezen van Westerse literatuur, en liet zich hierdoor inspireren voor zijn eigen werk. Dit onderscheidde hem van de eerdere generatie van traditionele schrijvers. Tijdens de Japanse bezetting van Indonesië verspreidde hij zijn gedichten op goedkope papieren pamfletten. Pas na 1945 werden zijn werken officieel gepubliceerd.

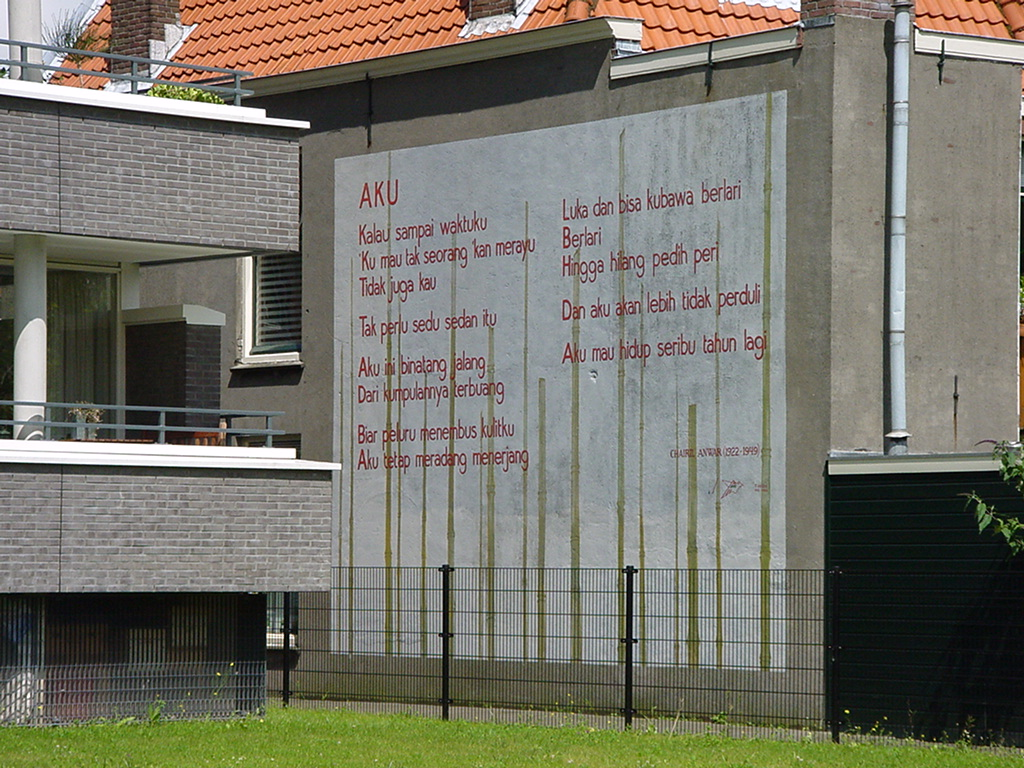
Aku, als muurgedicht te Leiden

Volgens verschillende bronnen was het de dood van zijn grootmoeder die Chairil ertoe aanzette om gedichten te gaan schrijven. De dood was dan ook een regelmatig terugkerend thema in zijn werken. Zijn verzamelde gedichten werden gepubliceerd als Deru Campur Debu in 1949. Rond die tijd had Chairil zelf te kampen met gezondheidsproblemen vanwege zijn levensstijl. Hij werd opgenomen in het CBZ Ziekenhuis (het huidige Dr. Cipto Mangunkusumo of RSCM), alwaar hij op 28 april 1949 stierf. Deze dag wordt nog jaarlijks gevierd in Indonesië als de dag van de literatuur.

## Galerij

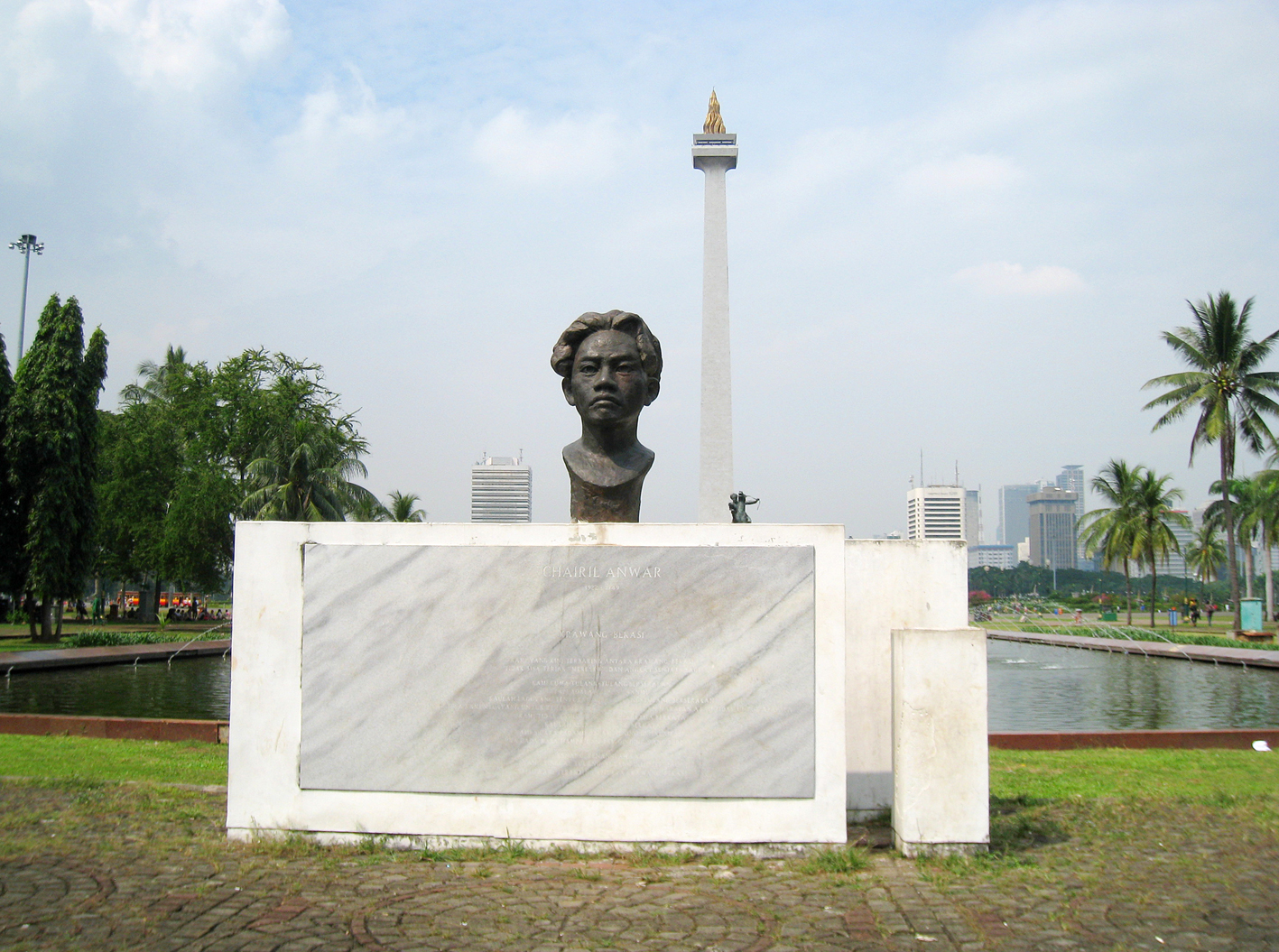
De buste van Chairil Anwar, in het Medan Merdeka (vrijheidsplein)
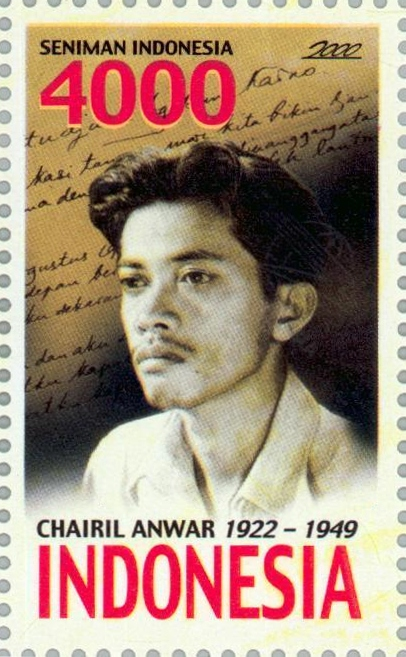
Postzegel van Chairil Anwar
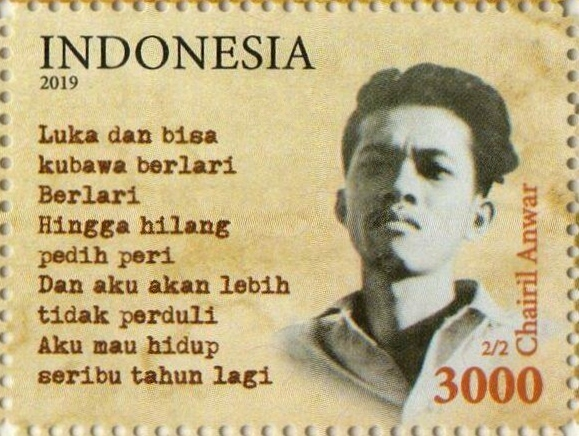
Postzegel 2019
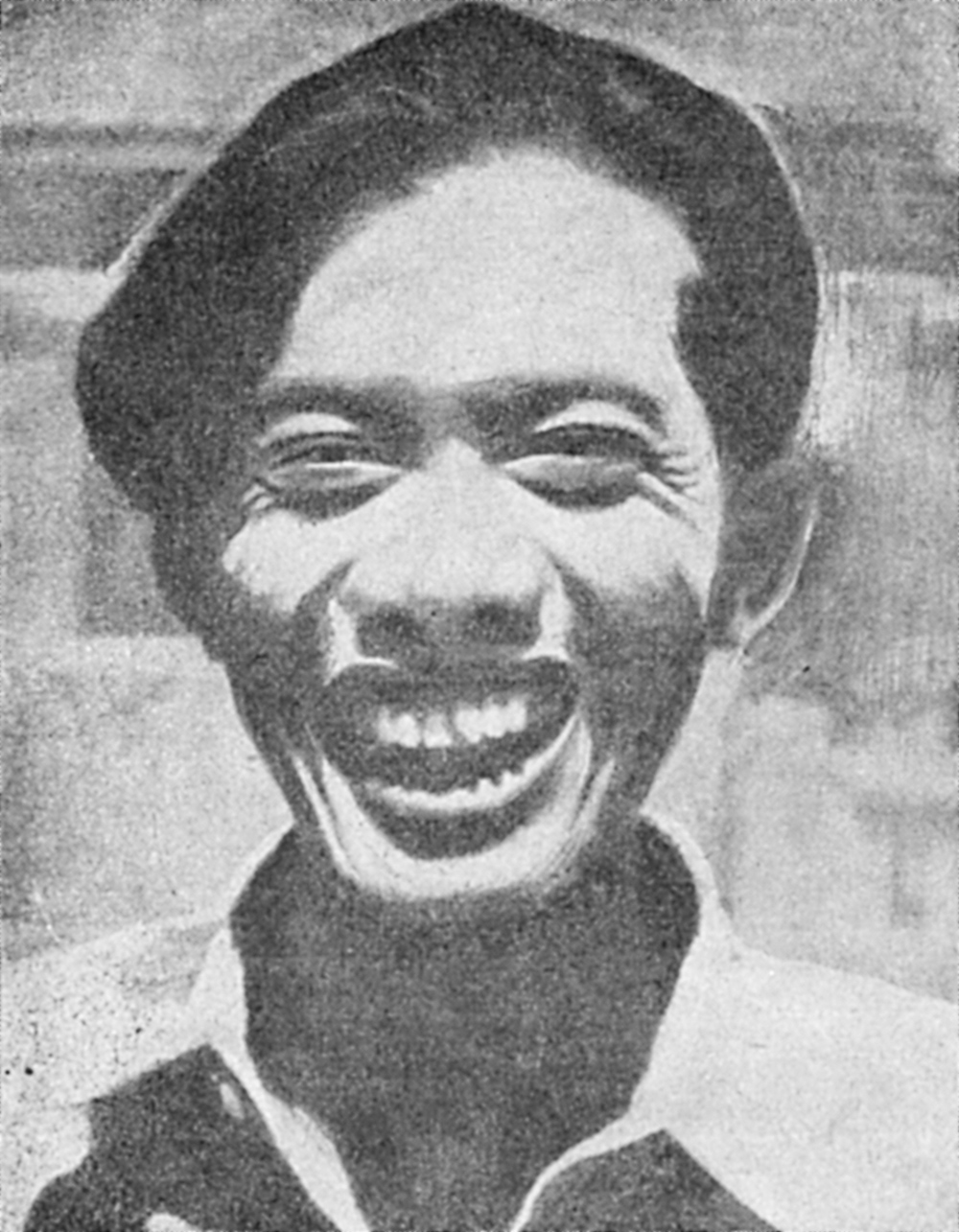
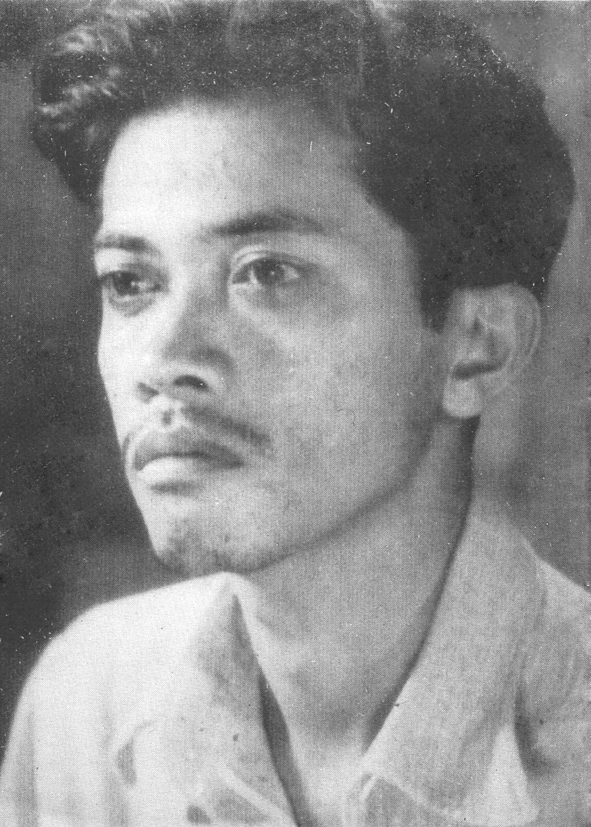
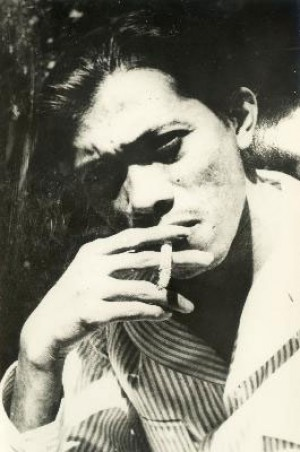
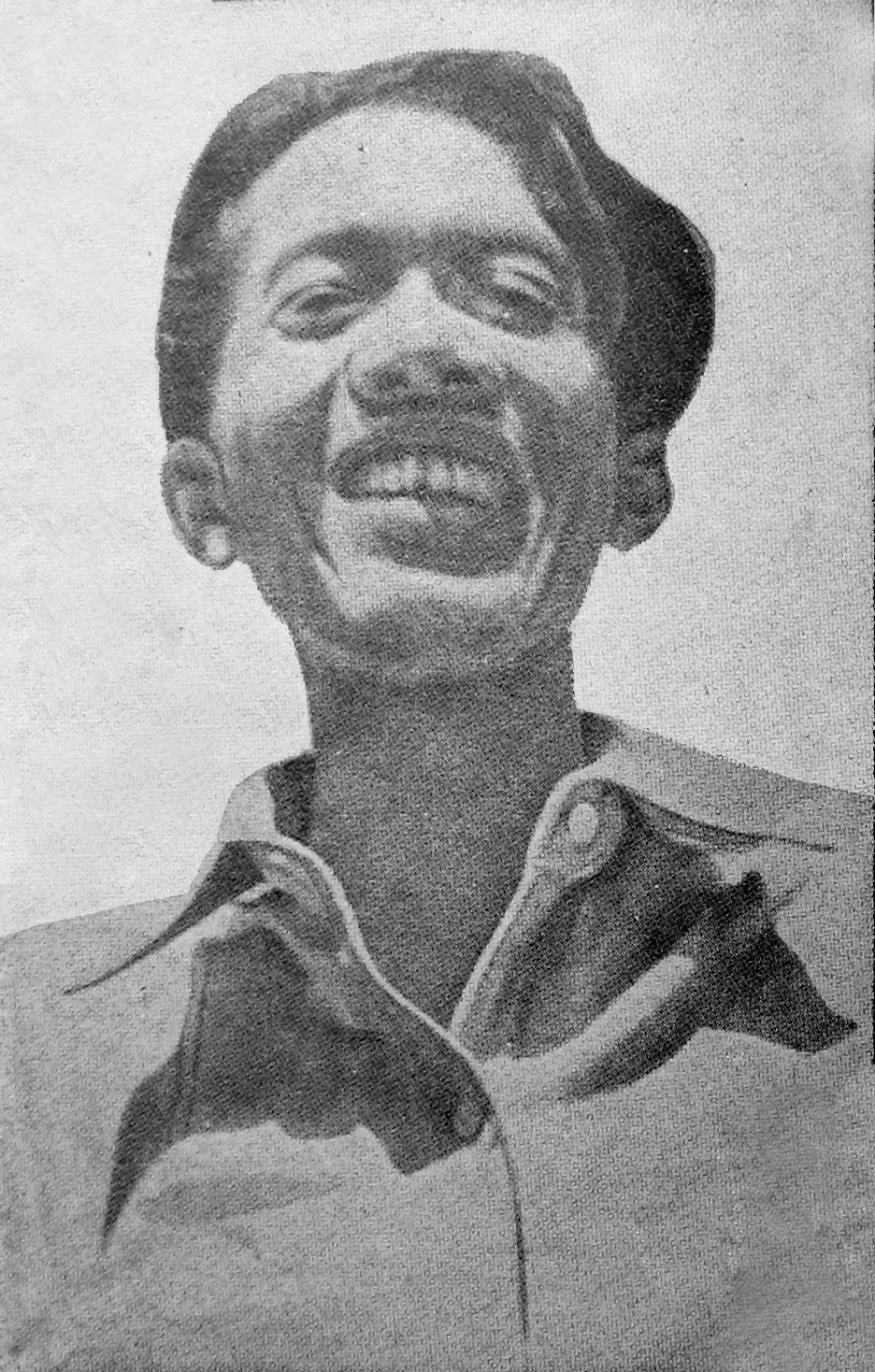

- Bibliothèque nationale de France: cb127790755 (data)
- CiNii: DA0530939X
- Digitale Bibliotheek voor de Nederlandse Letteren: anwa001
- Gemeinsame Normdatei: 118847791
- International Standard Name Identifier: 0000 0001 2126 3588
- Library of Congress Control Number: n50023947
- Bibliotheek van het Japanse parlement: 00431606
- Nationale Bibliotheek van Tsjechië: ola2002146917
- Nationale bibliotheek van Australië: 35007444
- Nationale Bibliotheek van Israël: 987007257884605171
- Nederlandse Thesaurus van Auteursnamen: 068811454
- SNAC: w6287kj2
- Système universitaire de documentation: 076490793
- Trove: 787542
- Virtual International Authority File: 30334203
- WorldCat: E39PBJyxhBwVmJcDB9c4Ybvj4q